# 45th Road-Court House Square
45th Road-Court House Square is een station van de metro van New York aan Flushing Line.
Het station bevindt zich op de hoek van 45th Road en 23rd Street. Het is gelegen in de wijk Long Island City, Queens. Het is geopend op 5 november 1916 en het eerstvolgende station in westelijke richting is Hunters Point Avenue. In oostelijke richting is dat Queensboro Plaza. Het bestaat uit twee perrons. Omdat de expressdienst hier ook stopt zijn er geen extra sporen nodig.
Het station bevindt zich op een viaduct. Metrolijn 7 doet het station altijd aan.
Ook de expressdienst doet hier tot 22:00 dienst.
Verder is 45th Road-Court House Square voorzien van windschermen op de perrons. Ook tourniquets zijn bijgevoegd.

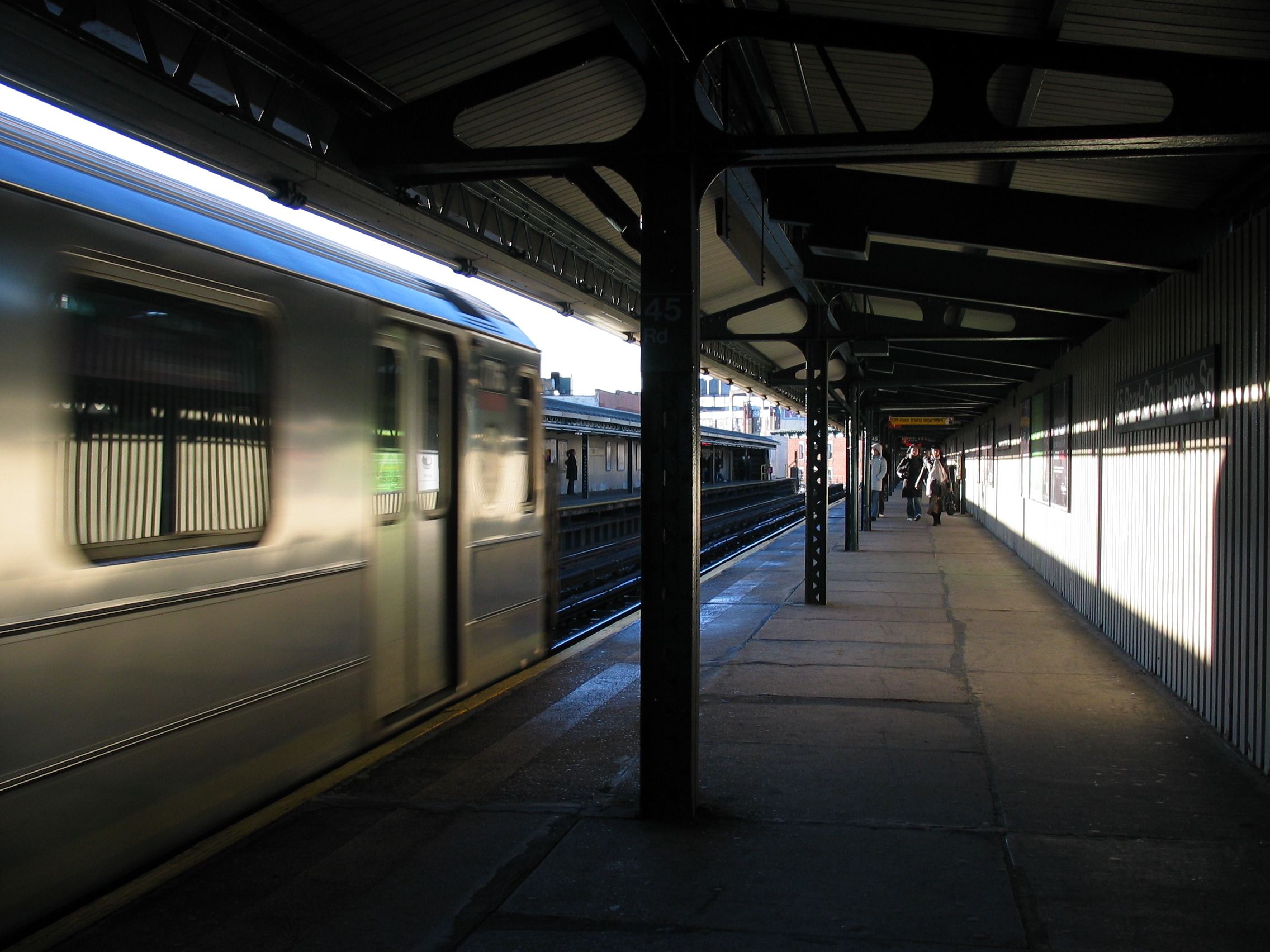
Een metrotrein rijdt het station binnen

Van west naar oost:
34th Street-Hudson Yards · 
Times Square-42nd Street · 
42nd Street / Fifth Avenue-Bryant Park · 
Grand Central-42nd Street · 
Vernon Boulevard-Jackson Avenue · 
Hunters Point Avenue · 
45th Road-Court House Square · 
Queensboro Plaza · 
33rd Street-Rawson Street · 
40th Street-Lowery Street · 
46th Street-Bliss Street · 
52nd Street-Lincoln Avenue · 
61st Street-Woodside · 
69th Street · 
Roosevelt Avenue / 74th Street · 
82nd Street-Jackson Heights · 
90th Street-Elmhurst Avenue · 
Junction Boulevard · 
103rd Street-Corona Plaza · 
111th Street · 
Mets-Willets Point · 
Flushing-Main Street